# 빌 카트라이트

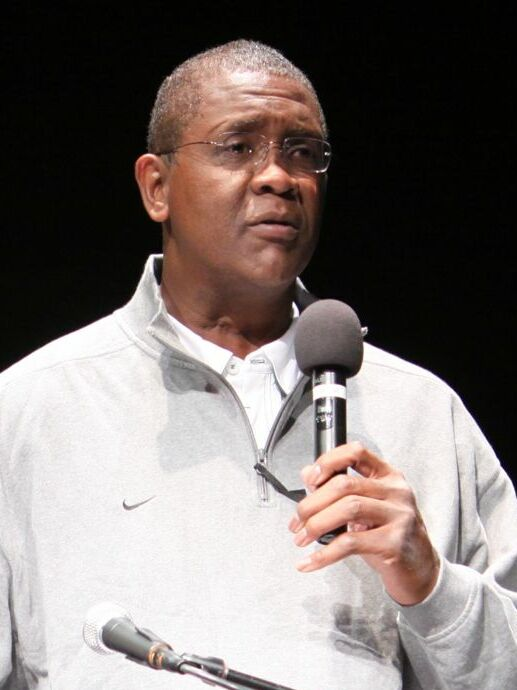

빌 카트라이트(Bill Cartwright, 본명: 제임스 윌리엄 카트라이트, James William Cartwright, 1957년 7월 30일 ~ )는 미국의 전 프로 농구 선수이자 NBA(전미 농구 협회) 시카고 불스의 전 감독이었다. 7'1"(2.16m) 센터인 그는 뉴욕 닉스, 시카고 불스, 시애틀 슈퍼소닉스에서 16시즌을 뛰며 불스가 1991년, 1992년, 1993년 시즌에 연속 우승을 차지하도록 도왔다. 엘크에 있는 엘크 그로브 고등학교에 다녔다. 캘리포니아주 그로브에서 활동했으며 샌프란시스코 대학교에서 대학 농구를 했다.

## 대학 농구 경력
카트라이트는 샌프란시스코 대학교에서 대학 농구를 했으며 1977년과 1979년에 미국인 2군으로 합의했다. USF에서 근무하는 동안 카트라이트는 대학 역사상 가장 키가 큰 선발 라인업 중 하나에서 뛰었다. 경기당 평균 19.1 득점과 10.2 리바운드를 기록하며 돈스의 역대 최고 득점자로 졸업했다. 카트라이트는 샌프란시스코를 NCAA 토너먼트에 세 번, 1977년 첫 번째 라운드에, 1978년과 1979년 스위트 식스틴에 참가하도록 이끌었다.